# Schizonobia bundi
Schizonobia bundi är en spindeldjursart som beskrevs av Gutierrez 1972. Schizonobia bundi ingår i släktet Schizonobia och familjen Tetranychidae. Inga underarter finns listade i Catalogue of Life.